# Kung Jian av Zhou
Kung Jian av Zhou, var en kinesisk monark. Han var kung av Zhoudynastin 585–572 f.Kr.